# 東日本旅客鉄道首都圏本部
東日本旅客鉄道首都圏本部（ひがしにほんりょかくてつどうしゅとけんほんぶ、英: East Japan Railway Company, Tokyo Metropolitan Area Headquarters）は、東京都北区東田端二丁目にある東日本旅客鉄道（JR東日本）の関東地域統括支社である。関東地方のうち、旧国鉄東京鉄道管理局の流れを汲んでいる。組織改編に伴い東京地域本社から東京支社へ改編、更に2022年には東京支社から首都圏本部に改編された。2026年に組織改正により首都圏本部が廃止され、管轄の業務は上野・東京・品川・渋谷・新宿・池袋・松戸の各事業本部に移管される予定。

## 歴史
日本国有鉄道（国鉄）時代の前身組織については「鉄道管理局」も参照。
- 1950年（昭和25年）8月1日 - 東京鉄道局新橋管理部・上野管理部・八王子管理部、名古屋鉄道局甲府管理部を統合し、東京鉄道管理局発足。
- 1968年（昭和43年）3月1日 - 中央本線関係箇所を統括する八王子管理所を設置。
- 1969年（昭和44年）3月1日 - 東京鉄道管理局を分割。東北本線関係は東京北鉄道管理局、中央本線関係は東京西鉄道管理局、東海道本線関係は東京南鉄道管理局に移管（いわゆる「東京3局」）。同時に3局間の調整機関として本社直轄の首都圏本部を設置。高崎鉄道管理局より東北本線東大宮駅 - 白河駅間、日光線、烏山線を東京北鉄道管理局へ移管。
- 1987年（昭和62年）4月1日 - 国鉄分割民営化に伴い、東日本旅客鉄道 東京圏営業本部（首都圏本部営業部が主体）、東京圏運行本部（首都圏本部運転部が主体）発足。
- 1988年（昭和63年）4月1日 - 東京圏運行本部の直下組織であった高崎運行部（旧・高崎鉄道管理局）を高崎支社に、水戸運行部（旧・水戸鉄道管理局）を水戸支社に、千葉運行部（旧・千葉鉄道管理局）を千葉支社に分離。
- 1990年（平成2年）
  - 3月10日 - 京葉線が東京駅へ乗り入れ。
  - 9月1日 - 東京圏営業本部と東京圏運行本部を統合し、東日本旅客鉄道 東京地域本社発足[4]。
- 1991年（平成3年）6月20日 - 東北・上越新幹線が東京駅へ乗り入れ。
- 1994年（平成6年）5月18日 - 東京地域本社ビルが完成[1]。
- 1996年（平成8年）10月1日 - 東海道本線川崎駅以西を横浜支社として分離。
- 1998年（平成10年）
  - 4月1日 - 中央本線吉祥寺駅以西を八王子支社として分離。
  - 10月1日 - 東日本旅客鉄道 東京支社に改称。
- 2001年（平成13年）4月1日 - 東北本線川口駅（京浜東北線）・戸田公園駅（埼京線）以北および武蔵野線三郷駅以西を大宮支社として分離。同時に白坂駅以北は仙台支社に移管。
- 2019年（平成31年）4月1日 - 新幹線統括本部の発足に伴い[5]、東北新幹線の運行・線路設備管理ならびに東京新幹線車両センター、上野新幹線第二運転所を新幹線統括本部に移管。
- 2020年（令和2年）
  - 3月14日 - 東海道本線（山手線・京浜東北線）高輪ゲートウェイ駅開業。
  - 7月8日 - 管轄する全78駅の駅スタンプを17年ぶりに刷新[6]。
- 2022年（令和4年）10月1日 - 東日本旅客鉄道 首都圏本部に改編。それに伴い、2022年10月に東京・大宮・長野支社所属の車両センター・総合車両センターを首都圏本部へ編入。横浜・八王子・高崎・水戸・千葉の各支社所属の車両センターは2023年6月に編入[3][7][8]。
- 2026年（令和8年）7月1日（予定） - 組織改正により首都圏本部が廃止され、松戸・東京・品川・新宿・上野・渋谷・池袋の7つの事業本部に分割改組される。合わせて総武本線の千葉支社管内区間のうち、東京都内の区間が東京事業本部に移管される一方で、管内の京葉線は東京駅を除き京葉総武事業本部に移管[9]。

## 管轄路線
東京都区部内の路線のほか、常磐線については千葉県・茨城県内も含めた直流電化区間全体を管轄している。2021年3月31日時点で、合計177.5 kmの在来線、17.8 kmの新幹線、81の駅（東京貨物ターミナル駅、隅田川駅、綾瀬駅を含む）を管轄している。新幹線については、2019年4月1日より発足した新幹線統括本部へ列車運行・線路設備管理業務を順次移管しているが、現在も元々の管轄区間が営業エリアとして位置づけられている。横浜支社・八王子支社と共に管内全線が直流電化区間となっている。
- 東京都区部内の総武本線・京葉線は、地下区間および東京山手線内を除き千葉支社の管轄
- 東京都区部内の東海道新幹線はJR東海新幹線鉄道事業本部の管轄。東京駅では首都圏本部は在来線ならびに東北新幹線部分、品川駅では首都圏本部は在来線部分のみ管理する。

路線
※支社境界はいずれも閉塞区間上にあるため、境界線の内側の停車場（駅・信号場など）を記載している。なお、◇が付いた路線は全線が管理区間内に入っている路線、●印が付いた路線は他線接続駅しか管理区間内に入っていない路線である。
| 路線名     | 区間                                            | 駅数  | 備考 |
| ---------- | ----------------------------------------------- | ----- | --- |
| 東北新幹線 | （東京駅・上野駅）                              | （2） | 左記2駅の駅運転・営業業務のみ担当 列車運行・線路設備管理は新幹線統括本部の管轄 |
| 東海道本線 | 東京駅 - 品川駅 - 蒲田駅                        | 10    | 運転系統上は以下の通り 「東海道線」 : 東京駅 - 品川駅 「宇都宮線」「高崎線」 : 東京駅 - 上野駅 - （日暮里駅） - 尾久駅 - 赤羽駅 東海道線と宇都宮線または高崎線を直通する列車を「上野東京ライン」と呼ぶ 「湘南新宿ライン」 : 赤羽駅 - （田端駅） - 新宿駅 - （品川駅） - 西大井駅 「京浜東北線」 : 赤羽駅 - 田端駅 - 東京駅 - 品川駅 - 蒲田駅 「山手線」 : 東京駅 - 品川駅 - 大崎駅 - 池袋駅 - 田端駅 - 東京駅 「横須賀線」 : 東京駅 - 品川駅 - 西大井駅 「埼京線」 : 大崎駅 - 池袋駅 - 十条駅 - 赤羽駅 - 浮間舟渡駅 東海道貨物線区間は定期旅客列車の運行なし |
| 東海道本線 | 品川駅 - 西大井駅（品鶴線）                     | 1     | 運転系統上は以下の通り 「東海道線」 : 東京駅 - 品川駅 「宇都宮線」「高崎線」 : 東京駅 - 上野駅 - （日暮里駅） - 尾久駅 - 赤羽駅 東海道線と宇都宮線または高崎線を直通する列車を「上野東京ライン」と呼ぶ 「湘南新宿ライン」 : 赤羽駅 - （田端駅） - 新宿駅 - （品川駅） - 西大井駅 「京浜東北線」 : 赤羽駅 - 田端駅 - 東京駅 - 品川駅 - 蒲田駅 「山手線」 : 東京駅 - 品川駅 - 大崎駅 - 池袋駅 - 田端駅 - 東京駅 「横須賀線」 : 東京駅 - 品川駅 - 西大井駅 「埼京線」 : 大崎駅 - 池袋駅 - 十条駅 - 赤羽駅 - 浮間舟渡駅 東海道貨物線区間は定期旅客列車の運行なし |
| 東海道本線 | 浜松町駅 - 東京貨物ターミナル駅（東海道貨物線） | 1     | 運転系統上は以下の通り 「東海道線」 : 東京駅 - 品川駅 「宇都宮線」「高崎線」 : 東京駅 - 上野駅 - （日暮里駅） - 尾久駅 - 赤羽駅 東海道線と宇都宮線または高崎線を直通する列車を「上野東京ライン」と呼ぶ 「湘南新宿ライン」 : 赤羽駅 - （田端駅） - 新宿駅 - （品川駅） - 西大井駅 「京浜東北線」 : 赤羽駅 - 田端駅 - 東京駅 - 品川駅 - 蒲田駅 「山手線」 : 東京駅 - 品川駅 - 大崎駅 - 池袋駅 - 田端駅 - 東京駅 「横須賀線」 : 東京駅 - 品川駅 - 西大井駅 「埼京線」 : 大崎駅 - 池袋駅 - 十条駅 - 赤羽駅 - 浮間舟渡駅 東海道貨物線区間は定期旅客列車の運行なし |
| 東北本線   | 東京駅 - 上野駅 - 日暮里駅 - 田端駅 - 赤羽駅    | 11    | 運転系統上は以下の通り 「東海道線」 : 東京駅 - 品川駅 「宇都宮線」「高崎線」 : 東京駅 - 上野駅 - （日暮里駅） - 尾久駅 - 赤羽駅 東海道線と宇都宮線または高崎線を直通する列車を「上野東京ライン」と呼ぶ 「湘南新宿ライン」 : 赤羽駅 - （田端駅） - 新宿駅 - （品川駅） - 西大井駅 「京浜東北線」 : 赤羽駅 - 田端駅 - 東京駅 - 品川駅 - 蒲田駅 「山手線」 : 東京駅 - 品川駅 - 大崎駅 - 池袋駅 - 田端駅 - 東京駅 「横須賀線」 : 東京駅 - 品川駅 - 西大井駅 「埼京線」 : 大崎駅 - 池袋駅 - 十条駅 - 赤羽駅 - 浮間舟渡駅 東海道貨物線区間は定期旅客列車の運行なし |
| 東北本線   | 日暮里駅 - 尾久駅 - 赤羽駅（東北本線列車線）    | 1     | 運転系統上は以下の通り 「東海道線」 : 東京駅 - 品川駅 「宇都宮線」「高崎線」 : 東京駅 - 上野駅 - （日暮里駅） - 尾久駅 - 赤羽駅 東海道線と宇都宮線または高崎線を直通する列車を「上野東京ライン」と呼ぶ 「湘南新宿ライン」 : 赤羽駅 - （田端駅） - 新宿駅 - （品川駅） - 西大井駅 「京浜東北線」 : 赤羽駅 - 田端駅 - 東京駅 - 品川駅 - 蒲田駅 「山手線」 : 東京駅 - 品川駅 - 大崎駅 - 池袋駅 - 田端駅 - 東京駅 「横須賀線」 : 東京駅 - 品川駅 - 西大井駅 「埼京線」 : 大崎駅 - 池袋駅 - 十条駅 - 赤羽駅 - 浮間舟渡駅 東海道貨物線区間は定期旅客列車の運行なし |
| 東北本線   | 赤羽駅 - 浮間舟渡駅（「埼京線」の一部）         | 2     | 運転系統上は以下の通り 「東海道線」 : 東京駅 - 品川駅 「宇都宮線」「高崎線」 : 東京駅 - 上野駅 - （日暮里駅） - 尾久駅 - 赤羽駅 東海道線と宇都宮線または高崎線を直通する列車を「上野東京ライン」と呼ぶ 「湘南新宿ライン」 : 赤羽駅 - （田端駅） - 新宿駅 - （品川駅） - 西大井駅 「京浜東北線」 : 赤羽駅 - 田端駅 - 東京駅 - 品川駅 - 蒲田駅 「山手線」 : 東京駅 - 品川駅 - 大崎駅 - 池袋駅 - 田端駅 - 東京駅 「横須賀線」 : 東京駅 - 品川駅 - 西大井駅 「埼京線」 : 大崎駅 - 池袋駅 - 十条駅 - 赤羽駅 - 浮間舟渡駅 東海道貨物線区間は定期旅客列車の運行なし |
| ◇赤羽線    | 池袋駅 - 十条駅 - 赤羽駅（「埼京線」の一部）    | 2     | 運転系統上は以下の通り 「東海道線」 : 東京駅 - 品川駅 「宇都宮線」「高崎線」 : 東京駅 - 上野駅 - （日暮里駅） - 尾久駅 - 赤羽駅 東海道線と宇都宮線または高崎線を直通する列車を「上野東京ライン」と呼ぶ 「湘南新宿ライン」 : 赤羽駅 - （田端駅） - 新宿駅 - （品川駅） - 西大井駅 「京浜東北線」 : 赤羽駅 - 田端駅 - 東京駅 - 品川駅 - 蒲田駅 「山手線」 : 東京駅 - 品川駅 - 大崎駅 - 池袋駅 - 田端駅 - 東京駅 「横須賀線」 : 東京駅 - 品川駅 - 西大井駅 「埼京線」 : 大崎駅 - 池袋駅 - 十条駅 - 赤羽駅 - 浮間舟渡駅 東海道貨物線区間は定期旅客列車の運行なし |
| ◇山手線    | 品川駅 - 大崎駅 - 池袋駅 - 田端駅               | 14    | 運転系統上は以下の通り 「東海道線」 : 東京駅 - 品川駅 「宇都宮線」「高崎線」 : 東京駅 - 上野駅 - （日暮里駅） - 尾久駅 - 赤羽駅 東海道線と宇都宮線または高崎線を直通する列車を「上野東京ライン」と呼ぶ 「湘南新宿ライン」 : 赤羽駅 - （田端駅） - 新宿駅 - （品川駅） - 西大井駅 「京浜東北線」 : 赤羽駅 - 田端駅 - 東京駅 - 品川駅 - 蒲田駅 「山手線」 : 東京駅 - 品川駅 - 大崎駅 - 池袋駅 - 田端駅 - 東京駅 「横須賀線」 : 東京駅 - 品川駅 - 西大井駅 「埼京線」 : 大崎駅 - 池袋駅 - 十条駅 - 赤羽駅 - 浮間舟渡駅 東海道貨物線区間は定期旅客列車の運行なし |
| 中央本線   | 神田駅 - 御茶ノ水駅 - 代々木駅                  | 9     | 運転系統上は以下の通り 「中央線快速」 : （東京駅 - ）神田駅 - 御茶ノ水駅 - （代々木駅） - 新宿駅 - 西荻窪駅 「総武快速線」 : 東京駅 - 馬喰町駅 「中央・総武線各駅停車」 : 秋葉原駅 - 御茶ノ水駅 - 代々木駅 - 新宿駅 - 西荻窪駅 |
| 中央本線   | 新宿駅 - 西荻窪駅                               | 7     | 運転系統上は以下の通り 「中央線快速」 : （東京駅 - ）神田駅 - 御茶ノ水駅 - （代々木駅） - 新宿駅 - 西荻窪駅 「総武快速線」 : 東京駅 - 馬喰町駅 「中央・総武線各駅停車」 : 秋葉原駅 - 御茶ノ水駅 - 代々木駅 - 新宿駅 - 西荻窪駅 |
| 総武本線   | 東京駅 - 馬喰町駅                               | 2     | 運転系統上は以下の通り 「中央線快速」 : （東京駅 - ）神田駅 - 御茶ノ水駅 - （代々木駅） - 新宿駅 - 西荻窪駅 「総武快速線」 : 東京駅 - 馬喰町駅 「中央・総武線各駅停車」 : 秋葉原駅 - 御茶ノ水駅 - 代々木駅 - 新宿駅 - 西荻窪駅 |
| 総武本線   | 秋葉原駅 - 御茶ノ水駅                           | 0     | 運転系統上は以下の通り 「中央線快速」 : （東京駅 - ）神田駅 - 御茶ノ水駅 - （代々木駅） - 新宿駅 - 西荻窪駅 「総武快速線」 : 東京駅 - 馬喰町駅 「中央・総武線各駅停車」 : 秋葉原駅 - 御茶ノ水駅 - 代々木駅 - 新宿駅 - 西荻窪駅 |
| 総武本線   | ●（新金線）金町駅付近                           | 0     | 定期旅客列車の運行なし |
| 常磐線     | 日暮里駅 - 綾瀬駅 - 取手駅                      | 17    | 運転系統上は以下の通り 「常磐快速線」 : （品川駅 - 上野駅 - ）日暮里駅 - 取手駅 品川駅 - 上野駅も直通する列車を「上野東京ライン」と呼ぶ 「常磐緩行線」 : 綾瀬駅 - 取手駅 |
| 常磐線     | 三河島駅 - 隅田川駅 - 南千住駅（隅田川貨物線）  | 1     | 定期旅客列車の運行なし |
| 常磐線     | 三河島駅 - 田端駅（田端貨物線）                 | 0     | 定期旅客列車の運行なし |
| 京葉線     | 東京駅 - 越中島駅                               | 2     | |
| 武蔵野線   | 南流山駅 - 新松戸駅                             | 1     | |
| 武蔵野線   | 南流山駅 - 北小金駅（北小金支線）               | 0     | 定期旅客列車の運行なし |
| 武蔵野線   | 南流山駅 - 馬橋駅（馬橋支線）                   | 0     | 定期旅客列車の運行なし |
| ●成田線    | （我孫子支線）我孫子駅付近                      | 0     | |

駅数についての注釈
1. ↑  管内の2駅はともに在来線併設駅。管内に新幹線単独駅は設置されていない。
2. ↑  支線分岐駅である品川駅は含まない。
3. ↑  登記上旅客併設駅である貨物駅（東京貨物ターミナル駅）を計上。支線分岐駅である浜松町駅は含まない。
4. ↑  東海道本線と接続する東京駅、中央本線と接続する神田駅は含まない。
5. ↑  支線分岐駅である日暮里駅と赤羽駅は含まない。
6. ↑  支線分岐駅である赤羽駅は含まない。
7. ↑  山手線と接続する池袋駅、東北本線と接続する赤羽駅は含まない。
8. ↑  東海道本線と接続する品川駅、中央本線と接続する代々木駅、東北本線と接続する田端駅は含まない。
9. ↑  山手線と接続する新宿駅は含まない。
10. 1 2  東海道本線と接続する東京駅は含まない。
11. ↑  秋葉原駅は東北本線、御茶ノ水駅は中央本線の駅として計上され、途中駅も存在しない。
12. ↑  金町駅は常磐線の駅として計上される。
13. ↑  東北本線と接続する日暮里駅は含まない。
14. ↑  登記上旅客併設駅である貨物駅（隅田川駅）を計上。支線分岐駅である三河島駅と南千住駅は含まない。
15. ↑  支線分岐駅である三河島駅、東北本線と接続する田端駅ともに含まず、途中駅も存在しない。
16. ↑  南流山駅のみ。常磐線と接続する新松戸駅は含まない。
17. ↑  支線分岐駅である南流山駅、常磐線と接続する北小金駅ともに含まず、途中駅も存在しない。
18. ↑  支線分岐駅である南流山駅、常磐線と接続する馬橋駅ともに含まず、途中駅も存在しない。
19. ↑  我孫子駅は常磐線の駅として計上される。

なお、日本国有鉄道（国鉄）時代の管轄は次のとおりであった。
- 東京南鉄道管理局
  - 東海道本線（現・JR東日本管内全線及び丹那トンネル）
  - 東北本線（東京駅 - 神田駅）
  - 山手線（品川駅 - 大崎駅）
  - 総武本線（東京駅 - 馬喰町駅）
- 東京北鉄道管理局
  - 東北本線（神田駅 - 白河駅、ただし神田駅構内は除く）
  - 東北本線支線（埼京線）（全区間）
  - 総武本線（御茶ノ水駅 - 秋葉原駅、ただし御茶ノ水駅構内は除く）
  - 山手線（池袋駅 - 田端駅）
  - 赤羽線（全線）
  - 武蔵野線（新鶴見信号場 - 新松戸駅）
  - 常磐線（現・首都圏本部管内全線）
- 東京西鉄道管理局
  - 中央本線（神田駅 - 小淵沢駅、ただし神田駅構内は除く）
  - 山手線（大崎駅 - 池袋駅、ただし両駅構内は除く）

## 駅・乗務員区所
駅と乗務員区所を融合した形態の統括センターを設置している。

### 東京地区
- 東京統括センター - 東京駅、新橋駅、浜松町駅、神田駅、東京乗務ユニット、丸の内乗務ユニット、京葉乗務ユニット
- 品川統括センター - 品川駅、田町駅、蒲田駅、大森駅、乗務ユニット

### 上野地区
- 上野統括センター - 上野駅、日暮里駅、田端駅、尾久駅、三河島駅、北千住駅、上野乗務ユニット、田端乗務ユニット
- 池袋統括センター - 池袋駅、巣鴨駅、板橋駅、十条駅、赤羽駅、東十条駅、王子駅、乗務ユニット
- 松戸統括センター - 松戸駅、金町駅、新松戸駅、柏駅、我孫子駅、取手駅、綾瀬乗務ユニット、我孫子乗務ユニット

### 新宿地区
- 新宿統括センター - 新宿駅、代々木駅、千駄ヶ谷駅、信濃町駅、四ツ谷駅、市ヶ谷駅、水道橋駅、御茶ノ水駅、乗務ユニット
- 渋谷統括センター - 渋谷駅、大崎駅、目黒駅、原宿駅、大崎乗務ユニット、埼京乗務ユニット
- 中野統括センター - 中野駅、高円寺駅、阿佐ヶ谷駅、荻窪駅、西荻窪駅、中野南乗務ユニット、中野北乗務ユニット

## 車両基地

### 東京地区
- 東京総合車両センター「都トウ」
  - 田町派出所（旧：田町車両センター、車両配置なし）
  - 品川派出所
  - 赤羽派出所
  - 東京派出所
  - 新宿派出所
- 国府津車両センター「都コツ」
- 鎌倉車両センター「都クラ」
  - 中原支所「都ナハ」
  - 東神奈川派出所
  - 橋本派出所
  - 磯子派出所
  - 横浜派出所
  - 大船派出所
  - 逗子派出所
- 幕張車両センター「都マリ」
  - 木更津派出
  - 千葉派出
  - 鴨川派出
  - 一ノ宮派出
- 京葉車両センター「都ケヨ」

### 上野地区
- 大宮総合車両センター「都オオ」
  - 東大宮センター
- 尾久車両センター「都オク」
- 松戸車両センター「都マト」
  - 我孫子派出所
  - 我孫子ホーム検査
- さいたま車両センター「都サイ」
- 小山車両センター「都ヤマ」
- 勝田車両センター「都カツ」
  - 土浦派出所
  - 水戸派出所
- 水郡線統括センター「都スイ」
- 高崎車両センター「都タカ」
- ぐんま車両センター「都クン」

### 新宿地区
- 長野総合車両センター「都ナノ」
- 松本車両センター「都モト」
- 小海線統括センター「都コミ」
- 三鷹車両センター「都ミツ」
- 豊田車両センター「都トタ」
  - 武蔵小金井派出所
  - 立川派出所
- 川越車両センター「都ハエ」

## 設備保全区所

### 保線関係区所
- 東京保線設備技術センター
- 上野保線技術センター
  - 上野派出
- 新橋保線技術センター
- 品川保線技術センター
- 新宿保線技術センター
- 金町保線技術センター
- 我孫子保線技術センター

### 電気関係区所
- 東京電車線技術センター
- 東京配電技術センター
- 東京変電技術センター
- 我孫子電力技術センター
- 山手電力工事区
- 東京信号通信設備技術センター
- 品川信号通信設備技術センター

### その他の区所
- 東京レールセンター
- 東京土木設備技術センター
- 新宿建築技術センター
- 東京機械フィールドセンター
- 新宿機械フィールドセンター
- 東京耐震補強工事区

## 東京鉄道少年団事務局
東京鉄道少年団事務局所在地

## 乗車人員ベスト20
2022年度、首都圏本部管内で一日平均の乗車人員が多かった20駅は下記の通り。
| 順位 | 駅名       | 一日平均 乗車人員 | 順位 | 駅名     | 一日平均 乗車人員 |
| ---- | ---------- | ----------------- | ---- | -------- | ----------------- |
| 1    | 新宿駅     | 602,558人         | 11   | 中野駅   | 119,846人         |
| 2    | 池袋駅     | 458,791人         | 12   | 大崎駅   | 118,489人         |
| 3    | 東京駅     | 346,658人         | 13   | 有楽町駅 | 116,738人         |
| 4    | 渋谷駅     | 292,631人         | 14   | 蒲田駅   | 113,646人         |
| 5    | 品川駅     | 248,650人         | 15   | 浜松町駅 | 112,867人         |
| 6    | 新橋駅     | 193,244人         | 16   | 恵比寿駅 | 112,602人         |
| 7    | 秋葉原駅   | 190,506人         | 17   | 田町駅   | 109,296人         |
| 8    | 北千住駅   | 183,824人         | 18   | 柏駅     | 108,820人         |
| 9    | 高田馬場駅 | 167,265人         | 19   | 五反田駅 | 102,487人         |
| 10   | 上野駅     | 147,777人         | 20   | 日暮里駅 | 92,784人          |

## その他
- 本部長は、JR東日本常務執行役員である（他の支社長は執行役員）。